# 苏联邮电人民委员部
苏联邮电人民委员部 (俄语：Народный комиссариат связи СССР)是苏联政府中主管邮政、电话、电报、无线电广播的行政机构。

## 历史
1923年7月6日成立苏联邮政电报人民委员部（简称“邮电人民委员部”）。1923年11月12日苏联中央执行委员会批准了邮电人民委员部的职责法律。
1924年，邮电人民委员部开始在农村地区运营移动邮政服务。1925年，68%的苏联人口有邮政上门递送服务。
1924年开始建立公共广播网。
1929年，电报网恢复到一战爆发前的水平。进一步改进包括印字电报机。1929年开通第一条传真线路。1929年在顿河畔罗斯托夫开通了第一个6000门自动交换机。1930年在莫斯科开通了2座区局自动交换机。 
1932年1月17日，邮电人民委员部改称通信人民委员部。

## 邮电人民委员
| 姓名                       | 任期                          |
| -------------------------- | ----------------------------- |
| 伊万·尼基奇·斯米尔诺夫     | 1923年7月6日 – 1927年1月1日   |
| 阿尔捷米·柳博维奇          | 1927年1月1日 – 1928年1月17日  |
| 尼古拉·基里洛维奇·安季波夫 | 1928年1月17日 – 1931年3月30日 |
| 阿列克谢·伊万诺维奇·李可夫 | 1931年3月30日 – 1936年9月26日 |